# Friedrich Groos
Friedrich Groos (* 23. April 1768 in Karlsruhe; † 15. Juni 1852 in Eberbach/Neckar) war ein deutscher Arzt und Philosoph.
Der Sohn des badischen Hof- und Kirchenrats Emanuel Groos studierte ab 1788 Rechtswissenschaften in Tübingen und Stuttgart. An 1792 studierte er Medizin in Freiburg im Breisgau und Pavia. 1796 promovierte er und arbeitete danach beim Stadtphysikus in Karlsruhe.
Während einer schweren Erkrankung vertiefte er sich in die Schriften der Stoa. Von 1805 bis 1813 war er als Arzt in Odenheim, Gochsheim, Karlsruhe und in Stein bei Pforzheim tätig. 1814 trat er die Nachfolge von Johann Christian Roller, des Vaters von Christian Friedrich Roller, als leitender Arzt in der Irren- und Siechenanstalt in Pforzheim an.
Mit der Verlegung der Irrenanstalt im Jahre 1826 siedelte er nach Heidelberg über. Dort hielt er auch Vorlesungen über Psychiatrie und trat 1836 in den Ruhestand. Der Abschied von der Tätigkeit als Arzt wurde mit der Verleihung des Ritterkreuzes des Zähringer Löwenordens geehrt.
Er gehört mit seinen Schriften zur Richtung der Romantik um 1800. Er hatte Schriften zur Philosophie, Medizin, Psychologie, Psychiatrie und Gerichtsmedizin verfasst. Er führte Geisteskrankheiten sowohl auf psychische wie auch auf geistige Ursachen zurück. Er beurteilt die Ursachen auf „unglückliche Vereinigung und den Zusammenfluss einer psychischen oder moralischen und einer organischen Abnormität.“ Die entsprechende Behandlung könne deshalb nur körperlich und psychologisch erfolgen.

## Werke
- Betrachtungen über die moralische Freiheit und Unsterblichkeit. 1818.
- Über das homöopathische Heilprincip. Ein kritisches Wort. 1825.
- Untersuchungen über die moralischen und organischen Bedingungen des Irreseyns und der Lasterhaftigkeit. 1826.
- Entwurf einer philosophischen Grundlage für die Lehre von den Geisteskrankheiten. 1828.
- Ideen zur Begründung eines obersten Princips für die psychische Legalmedicin. 1829.
- Die Schellingsche Gottes- und Freiheitslehre vor den Richterstuhl der gesunden Vernunft gefordert. 1829.
- Meine Lehre von der persönlichen Fortdauer des menschlichen Geistes nach dem Tode. 1840.
- Der Weg durch den Vorhof der politischen Freiheit zum Tempel der moralischen Freiheit. 1849 (darin auch seine Autobiographie).